# سيستينا

السِّستينة (بالإنجليزية: sestina)‏، وهي كلمة مشتقة من الكلمة الايطالية sesto والتي تعني السادس، أما بـاللغة الأكستانية القديمة فإنه يُشار لها بكلمة cledisat وتعرف أيضا بـ (sestine, sextine ,sextain)،
وهي من أساليب النظم الشعري التي تتخذ شكلا ثابتا وتحتوي على ستة مقاطع صوتية ينقسم كل منها إلى ستة أسطر، وعادة ما تُتبَع نهاية القصيدة بمقطع صوتي يتكون من ثلاثة أسطر تسمى envoi. تُستخدم الكلمات في نهاية كل سطر في المقطع الصوتي الأول كنهايات للأسطر في المقاطع التي تليها مما يشكل نمطًا محددًا يُعاد فيه استخدام الكلمات.
غالبًا ما يُنسب ابتكار السِّستينة إلى الشاعر المتجول أرنو دانيال الذي كان يعيش في مقاطعة بروفنس الفرنسية في القرن الثاني عشر، كما أن أول ما كُتِب بهذا الشكل من النظم كان باللغة الشائعة لتلك المنطقة وهي اللغة الأكستانية. ساهم بعض زملائه من شعب التروبادور وبعض الشعراء المتجولين الذين عاصروا دانيال بتطوير السِّستينة ثم انتقل هذا التكوين خلال القرون اللاحقة عبر مجموعة من الشعراء حول القارة الأوروبية إلى ان وصلت السِّستينة إلى شكلها النموذجي الحالي. تعود أقدم قصيدة كُتبت باللغة الإنجليزية بهذا النمط إلى عام 1579 على الرغم أن السِّستينة لم تكن منتشرة في بريطانيا حتى نهاية القرن التاسع عشر. اليوم تعد السِّستينة شكلا شعريا شائعا ومكتوبا من قِبل عدد كبير من الشعراء المعاصرين.

## التاريخ
أقدم السِّستينة المعروفة هي "Lo ferm voler qu'el cor m'intra"، والتي كتبها أرنو دانيال عام 1200، وهو تروبادور من الأصل الأكويتاني. يُعتبر دانيال بشكل عام مخترع النموذج، على الرغم من أنه يُعتقد أنه ربما يكون قد ابتكر نموذجًا موجودًا بالفعل فقط. ومع ذلك، هناك نوعان أصليان آخران ، أشهرهما "Eras, pus vey mon benastruc" بقلم Guilhem Peire Cazals de Caortz. هناك أيضًا نوعان من contrafacta مبنيان على نفس الكلمات النهائية وأشهرهما بن غران أفوليزا إنترا بواسطة Bertran de Born. تمت كتابة هذه السِّستينة المبكرة بـاللغة الأكستانية القديمة. بدأ النموذج بالإنتقال إلى الإيطالية مع دانتي في القرن الثالث عشر. أما بحلول الخامس عشر، فقد تم استخدامه بالبرتغالية من قِبل لويس دي كامويس.
إن مشاركة دانتي وفرانشيسكو بتراركا في إنشاء نموذج السِّستينة ، جنبًا إلى جنب مع مساهمات الآخرين في البلاد، كانت مسؤولة عن تصنيفها كشكل شعر إيطالي، على الرغم من عدم نشأتها هناك. وكانت النتيجة أن تم إعادة استيراد سِستينة إلى فرنسا من إيطاليا في القرن السادس عشر. كان بونتوس دي تيارد أول شاعر جرّب النموذج بالفرنسية، والشاعر الوحيد الذي فعل ذلك قبل القرن التاسع عشر. حيث قُدِّم مخطط القافية الجزئية في سِستينة له.

## الإنجليزية
«ترنيمة إلى فينوس» لـإليزابيث وودفيل (1437-1492) هي نسخة مبكرة من السِّستينة في اللغة الإنجليزية الوسطى؛ موجودة في مخطوطة واحدة. إنها قصيدة من ستة مقاطع تمدح فينوس، إلهة الحب. وتتكون مقاطعها الستة من سبعة أسطر يكون فيها السطر الأول من كل مقطع هو أيضًا السطر الأخير.
كان أول ظهور لأسلوب السِّستينة في الطباعة الإنجليزية هو "Ye Wastefull woodes"، والذي نُشر في أغسطس عام 1579. وهو غير منظم، ولكن كل مقطع يروج للكلمة النهائية السابقة إلى السطر الأول. وعلى الرغم من ظهورها في الطباعة لاحقًا، ربما تكون قد كتبت في وقت سابق من قبل فيليب سيدني، وغالبًا ما يُنسب إليها باعتبارها الأولى باللغة الإنجليزية.
في سبعينيات القرن التاسع عشر، كان هناك إهتمام كبير بالنماذج الفرنسية، بقيادة أندرو لانغ وأوستن دوبسون وإدموند جوس ودبليو إي هينلي وجون باين وآخرين. كما كانت أقدم سلسلة من هذه الفترة هي «سِستينة»
لـألغيرنون تشارلز سوينبورن. ومنذ ثلاثينيات القرن الماضي، حدث إحياء للنموذج في جميع أنحاء العالم الناطق باللغة الإنجليزية، بقيادة شعراء مثل دبليو إتش أودن. في حين وصف جيمس إي بي بريسلين الخمسينيات من القرن الماضي بأنها «عصر سِستينة».

## التطوير
خضعت سِستينة للعديد من المراجعات طوال فترة تطويرها، كما خضعت لبعض الاختلافات مع إجراء تغييرات على كل من حجم وعدد المقاطع. والسِّستينة عبارة عن ستة مقاطع من ستة أسطر متبوعة بمقطع من ثلاثة أسطر (ثلاثي). كما لا يوجد قافية داخل المقاطع ، لذا وبدلاً من ذلك، يتم تنظيم سِستينة من خلال نمط متكرر من الكلمات التي تنتهي كل سطر ، وهي تقنية تُعرف باسم «التكرار المعجمي». أما في الشكل الأصلي الذي ألفه دانيال، فيتكون كل سطر من عشرة مقاطع لفظية، باستثناء الجزء الأول من كل مقطع والذي يتكون من سبعة مقاطع.

## تأثير السِّستينة
إن بنية السِّستينة التي تتطلب الإلتزام بنظام صارم وتعسفي، تُنتِج تأثيرات عديدة داخل القصيدة. وتشير ستيفاني بيرت إلى أن سِستينة خُدِمت تاريخيًا كشكوى، حيث كانت مطالبها القاسية بمثابة علامات على الحرمان أو الإكراه. في إشارة إلى معجزة الإفطار لـإليزابيث بيشوب، يُشير ديفيد كابلان أن «الطلبات التعسفية القاسية تعكس موضوعها». ومع ذلك، فقد تم انتقاد بنية النموذج. في حين يَعتبر باول فوسيل أن السِّستينة «تعبير هيكلي مشكوك فيه» وذلك عندما يتم تأليفه باللغة الإنجليزية.
تُسلّط مارجريت سبانوس الضوء على «عدد من مستويات التوتر» الناتجة عن الشكل الهيكلي، بما في ذلك التوترات الهيكلية والدلالية والجمالية. ووفقًا لـستيفن فراي، تكمن قوة السِّستينة في «التكرار وإعادة التدوير للأنماط المراوغة التي لا يمكن الاحتفاظ بها في الذهن دفعة واحدة». أما بالنسبة لـشانا كومبتون، فيمكن تمييز هذه الأنماط بسهولة من قِبل المقبلين الجدد على النموذج. وتقول فيما يلي: «حتى أي شخص ليس على دراية بقواعد النموذج يمكنه أن يعرف بنهاية المقطع الثاني.. ما الذي يحدث».

## مطالعة اضافية
Saclolo، Michael P. (مايو 2011). "How a Medieval Troubadour Became a Mathematical Figure" (PDF). Notices of the AMS. ج. 58 ع. 5: 682–7. مؤرشف من الأصل (PDF) في 2020-10-13. اطلع عليه بتاريخ 2012-09-07.
Stratton، Clarence (1917). "The Italian Lyrics of Sidney's Arcadia". The Sewanee Review. ج. 25 ع. 3: 305–326. JSTOR:27533030. (الاشتراك مطلوب)

## وصلات خارجية
- Academy of American Poets, the sestina form and examples
- McSweeney's Internet Tendency, selection of sestinas from 2003–2007
- Poetry Archive, the form and examples
- University of Toronto, the form and examples
- The earliest known sestina

1. ↑  "معلومات عن سيستينا على موقع getty.edu". getty.edu. مؤرشف من الأصل في 2020-10-25.
2. ↑  "معلومات عن سيستينا على موقع bigenc.ru". bigenc.ru. مؤرشف من الأصل في 2020-10-25.
3. ↑  "معلومات عن سيستينا على موقع id.loc.gov". id.loc.gov. مؤرشف من الأصل في 2020-10-25.
4. ↑  Donald E. (2014). Microbiology for Surgical Infections. Elsevier. ص. 235–250. ISBN:978-0-12-411629-0. مؤرشف من الأصل في 2021-01-28.
5. ↑  Davidson، F. J. A. (1910-01). "The Origin of the Sestina". Modern Language Notes. ج. 25 ع. 1: 18. DOI:10.2307/2915934. ISSN:0149-6611. مؤرشف من الأصل في 3 يونيو 2018. {{استشهاد بدورية محكمة}}: تحقق من التاريخ في: |تاريخ= (مساعدة)
6. ↑  Il trovatore Uc Brunenc. Berlin, Boston: DE GRUYTER. ISBN:978-3-11-094562-1. مؤرشف من الأصل في 2021-03-14.
7. 1 2 3  "Correction: Short acting benzodiazepines". BMJ. ج. 306 ع. 6886: 1146–1146. 1 مايو 1993. DOI:10.1136/bmj.306.6886.1146. ISSN:0959-8138. مؤرشف من الأصل في 2021-01-28.
8. ↑  "Strickland, Lady; (Barbara), (2 April 1884–20 March 1977)". Who Was Who. Oxford University Press. 1 ديسمبر 2007. مؤرشف من الأصل في 2021-01-28.
9. ↑  Boris (21 ديسمبر 2006). The Cambridge Companion to Pushkin. Cambridge University Press. ص. 159–173. ISBN:978-0-521-84367-6. مؤرشف من الأصل في 2021-03-17.
10. ↑  Hungerford، C. W. (28 سبتمبر 1917). "FIELD CONFERENCE OF CEREAL PATHOLOGISTS". Science. ج. 46 ع. 1187: 316–318. DOI:10.1126/science.46.1187.316-a. ISSN:0036-8075. مؤرشف من الأصل في 2021-01-28.
11. 1 2  L. L. K. (30 مايو 1903). "J. Const. kastner". Notes and Queries. s9-XI ع. 283: 428–428. DOI:10.1093/nq/s9-xi.283.428h. ISSN:1471-6941. مؤرشف من الأصل في 2021-01-28.
12. ↑  A companion to the Middle English lyric. Cambridge: D.S. Brewer. 2005. ISBN:1-84384-065-0. OCLC:62274862. مؤرشف من الأصل في 2021-01-28.
13. ↑  The Cambridge companion to medieval women's writing (ط. 1st ed). Cambridge, U.K. ISBN:0-521-79188-X. OCLC:51963918. مؤرشف من الأصل في 2021-01-28. {{استشهاد بكتاب}}: |طبعة= يحتوي على نص زائد (مساعدة)
14. ↑  Women's writing in Middle English. London: Longman. 1992. ISBN:0-582-06193-8. OCLC:24009652. مؤرشف من الأصل في 2021-01-28.
15. ↑  "The shepheardes calender: an introduction". Choice Reviews Online. ج. 28 ع. 09: 28–4956-28-4956. 1 مايو 1991. DOI:10.5860/choice.28-4956. ISSN:0009-4978. مؤرشف من الأصل في 2021-01-28.
16. ↑  "White, Gleeson". Benezit Dictionary of Artists. Oxford University Press. 31 أكتوبر 2011. مؤرشف من الأصل في 2021-01-28.
17. ↑  Mönkemüller، K.؛ Fry، L.؛ Malfertheiner، P. (2007-03). "Double-balloon enteroscopy: beyond feasibility, what do we do now?". Endoscopy. ج. 39 ع. 3: 229–231. DOI:10.1055/s-2006-945193. ISSN:0013-726X. مؤرشف من الأصل في 5 يونيو 2018. {{استشهاد بدورية محكمة}}: تحقق من التاريخ في: |تاريخ= (مساعدة)
18. ↑  Spanos، William V. (1978). ""The Fact of Firstness": A Preface". boundary 2. ج. 6 ع. 3: 1. DOI:10.2307/302584. ISSN:0190-3659. مؤرشف من الأصل في 2021-01-28.
19. ↑  "Necrology—Howard Massey Fry". American Journal of Physics. ج. 22 ع. 4: 232–232. 1954-04. DOI:10.1119/1.1933686. ISSN:0002-9505. مؤرشف من الأصل في 28 يناير 2021. {{استشهاد بدورية محكمة}}: تحقق من التاريخ في: |تاريخ= (مساعدة)
20. ↑  "Burt of Solihull, Baroness, (Lorely Jane Burt) (born 10 Sept. 1954)". Who's Who. Oxford University Press. 1 ديسمبر 2007. مؤرشف من الأصل في 2021-01-28.
21. ↑  Caplan، D. O.؛ Stevens، M. L.؛ Carney، J. J. (2006). "High-sensitivity multi-channel single-interferometer DPSK receiver". Optics Express. ج. 14 ع. 23: 10984. DOI:10.1364/oe.14.010984. ISSN:1094-4087. مؤرشف من الأصل في 2021-01-28.
22. ↑  Fussell، L.T.؛ Fussell، D.D. (1 أغسطس 1979). "An Iterative Technique for Compositional Reservoir Models". Society of Petroleum Engineers Journal. ج. 19 ع. 04: 211–220. DOI:10.2118/6891-pa. ISSN:0197-7520. مؤرشف من الأصل في 2021-01-28.
23. ↑  Spanos، Nicholas P. (1987-09). "Hypnosis research: Paradigms in conflict". Behavioral and Brain Sciences. ج. 10 ع. 3: 525–531. DOI:10.1017/s0140525x00023918. ISSN:0140-525X. مؤرشف من الأصل في 28 يناير 2021. {{استشهاد بدورية محكمة}}: تحقق من التاريخ في: |تاريخ= (مساعدة)
24. ↑  BURT، HUGH (1960). "Foreword". Rheumatology. ج. 5 ع. 7: 225–226. DOI:10.1093/rheumatology/5.7.225. ISSN:1462-0324. مؤرشف من الأصل في 2021-01-28.